# محمود محمد عيسى محمد
محمود محمد عيسى محمد مقاتل فلسطيني ولد عام 1943  وهو أحد نشطاء الجبهة الشعبية لتحرير فلسطين أدين بشن هجوم على طائرة العال الإسرائيلية عام 1968 حيث قتل إسرائيلي وقضت محكمة يونانية عليه بالسجن 17 عاما عام 1970، لكن أطلق سراحه بعد عام في عملية تبادل رهائن، وجاء إلى كندا في فبراير 1987 بهوية مزورة.
تم ترحيله في مايو 2013 بعد معركة قضائية استمرت 25 عاما حيث بدء الكنديون بمحاولة ترحيله عام 1988 لكنه استطاع البقاء في كندا بوضع مهاجر ثم أقام سلسلة من دعاوى الاستئناف للطعن في محاولات ترحيله.
تم ترحيله عام 2013 إلى لبنان. توفي في العام 2015.